# دنیس اندوکوه
دنیس اندوکوه (اوکراینی: Денис Обієзе Ндукве؛ زادهٔ ۲۸ فوریهٔ ۲۰۰۰) بازیکن فوتبال اهل اوکراین است.